# 1952 en aéronautique
Chronologie de l'aéronautique
- 1948
- 1949
- 1950
- 1951
- 1952
- 1953
- 1954
- 1955
- 1956

Cet article présente les faits marquants de l'année 1952 en aéronautique.

## Événements

### Janvier
- 2 janvier :
  - Premier vol du Fouga CM 88 R Gémeaux III.
  - Un hélicoptère Sikorsky H-19 accomplit le vol le plus long réalisé à ce jour par une machine à voilure tournante : de Great Falls, Montana, à Ladd AFB, Fairbanks, Alaska, soit 1 800 miles (près de 2 900 km) en 5 jours.
- 3 janvier : premier vol de l'hélicoptère birotor britannique Bristol Type 173 (en) Belvedere piloté par l'Anglais C.T.D. Hosegood.
- 4 janvier : premier vol du North American XA2J-1, piloté par l’Américain J.R. Baker.
- 5 janvier : le premier service tout cargo est inauguré sur la ligne de l’Atlantique Nord par Pan American Airways avec des DC-6.
- 11 janvier : à cette date, 900 appareils du Commandement des Nations unies auraient été perdus lors de la guerre de Corée.
- 13 janvier : livraison à la RAF du premier appareil Lockheed P-2 Neptune de lutte anti-sous-marine.
- 14 janvier :
  - Le gouvernement britannique offre un prix de 50 000 livres à l'inventeur du radar Robert Watson-Watt.
  - Premier vol du biplace à réaction SIPA S.200.
- 15 janvier : le Leduc 016, avec deux petits réacteurs en bout d’ailes, effectue son premier vol. À l’atterrissage, le train cède et l’appareil est endommagé.
- 17 janvier : deux MiG et deux Sabre combattent à 11 000 m. Dans un virage serré, ils se mettent tous en vrille. Les pilotes sautent en parachute.
- 18 janvier : premier vol du Convair 340.
- 21 janvier : premier vol du Dassault MD-450-30-L Ouragan.
- 25 janvier : en Corée, 10 MiG sont abattus dans le courant de la même journée.

### Février
- 4 février - 6 février : les Français A. Carraz et J. Branswick, sur planeur Castel-Mauboussin CM7, établissent un record de durée de 53 h 4 min.
- 9 février : E. Dommisse et S.J. Barker améliorent le record de distance en planeur, avec but fixé et retour au point de départ, sur planeur Kranich II S-G avec une performance de 436 km.
- 10 février : l’as américain George Andrew Davis Jr. (en) est abattu en combat, sur le front de Corée, immédiatement après avoir descendu deux MiG. Il totalisait 7 victoires au cours de la Seconde Guerre mondiale et 14 victoires en Corée.
- 14 février : le SNCASE Mistral monte à 12 200 m en 9 min 39 s, piloté par le Français G. Marchandeau.
- 16 février : premier vol du de Havilland DH.106 Comet 2.
- 18 février : les Anglais L.C.E. De Vigne et P.A. Hunt, sur English Electric Canberra B Mk.2, établissent un record de vitesse sur le parcours Londres-Tripoli avec 866,021 km/h, en 2 h 41 min 49 s 5.
- 21 février
  - Premier vol du planeur Fouga CM.71.
  - Claude Dellys se tue à bord du second prototype Arsenal VG 90. Le programme est abandonné.
- 25 février : premier lancement d’un missile MIM-3 Nike Ajax[1]..

### Mars
- 3 mars : le SNCASE SE.161 Languedoc immatriculé F-BCUM d'Air France reliant Tunis au Bourguet via Nice s'écrase lors de son approche à Nice, tuant ses 38 passagers et membres d'équipage[2].
- 4 mars : premier vol du Morane-Saulnier MS.479.
- 18 mars : deux chasseurs F-84 Thunderjet de l'USAF réalisent un vol entre les États-Unis et Neubiberg en 4 heures et 48 minutes sans ravitaillement. C'est le plus long vol réalisé à ce jour, par des avions à réaction.
- 19 mars : les Américains Laurence E. Edgar et H.E. Klieforth, sur planeur Pratt-Read, établissent deux records, un d’altitude avec 13 489 m et un autre de gain d’altitude avec 10 493 m.
- 24 mars : l’hydravion Laté 631, commandé par le Français B. Souville, effectue le trajet Biscarrosse-Saïgon et retour, transportant au total 20 personnes à bord et 29 tonnes de fret

### Avril
- 2 avril : le Français Charles Atger, sur planeur Arsenal Air 100, bat le record de durée de sa catégorie avec un vol de 56 h 15.
- 11 avril : premier vol de l’hélicoptère Piasecki YH-21.
- 11 avril au 14 avril : l’Anglais T.W. Hayhow, sur Auster Aiglet Trainer (sous-classe C1b), établit divers records sur divers parcours en Europe.
- 15 avril : premier vol du prototype du bombardier octoréacteur YB-52.
- 18 avril : premier vol de l’octoréacteur Convair YB-60, piloté par les Américains B.A. Erikson et A.S. Mitchell Jr.
- 23 avril : le Français J. Garnier, sur Nord 1203 (sous-classe C1b), au poids de 999,050 kg, établit un record de distance en circuit fermé de 2 003,314 km ainsi qu’un record de vitesse en circuit fermé de 2 000 km de 228,620 km/h.
- 25 avril :
  - sur Lockheed L-18 Lodestar, l’Américaine Jacqueline Cochran vole de New York à Paris, via Goose Bay et l’Islande.
- 27 avril : fondation de la Garde aérienne suisse de sauvetage par le Dr Rudolf Bucher lors de l’Assemblée des délégués de la Société suisse de sauvetage (SSS) à Douanne.
- 28 avril : l'US Navy annonce que la catapulte à vapeur développée par les Britanniques doit être adoptée sur les porte-avions américains, avec une première installation sur le USS Hancock.
- 29 avril : un Douglas C-54 Skymaster d’Air France, qui assurait la liaison Francfort-Berlin-Ouest, est attaqué par deux chasseurs MiG-15 soviétiques à la verticale de Könnern. Deux passagers sont blessés. Il serait sorti de son couloir aérien[3];
- 30 avril - 1er mai : l’Américain Max A. Conrad, sur Piper PA-20 Pacer (poids en ordre de vol 998,4 kg), sous-classe C1b, établit un record de distance en ligne droite de 3 962,744 km (24 h 54 min), de Los Angeles à New York.

### Mai

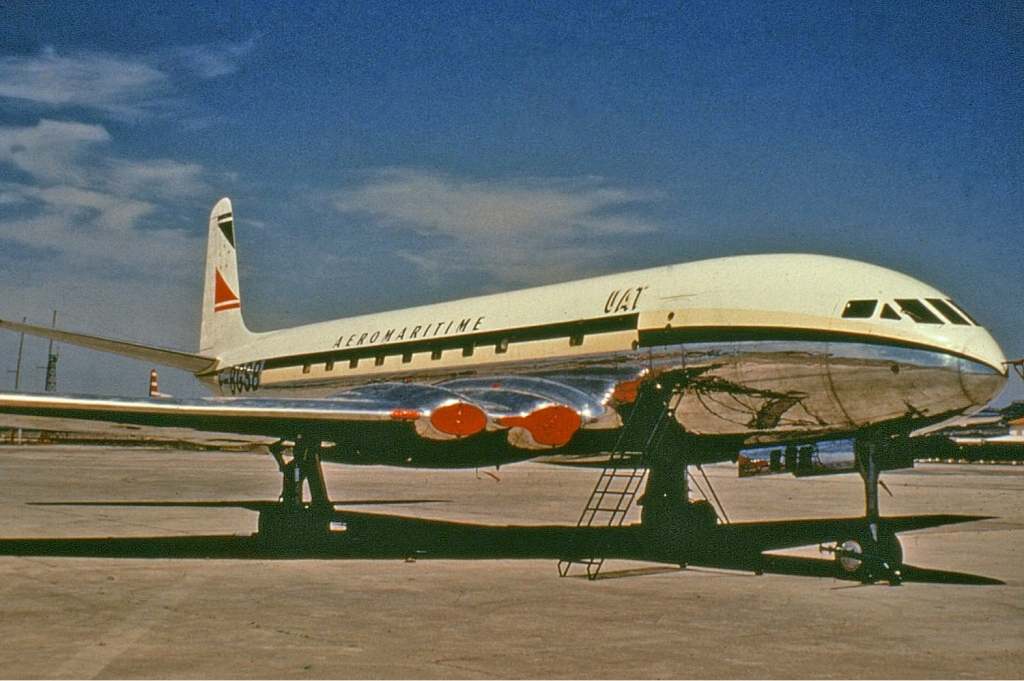
Un De Havilland Comet en 1952.

- 2 mai : le premier service aérien en jet est inauguré par la BOAC entre Londres et Johannesbourg, en Comet 1.
- 3 mai : un C-47 équipé de skis effectue le premier atterrissage réussi au Pôle Nord. Équipage : les Américains Fletcher et Benedict.
- 4 mai : un avion américain C-47 équipé de skis se pose au pôle Sud.
- 5 mai : premier vol du 2e prototype du Hawker Hunter WB195 par Neville Duke.
- 9 mai : le Leduc 016 effectue un nouveau vol : le train d’atterrissage cède une nouvelle fois au moment de la prise de sol.
- 10 mai :
- Herman Geiger pose son Piper Cub de l'aéro-club de Sion sur le glacier de la Kander grâce à sa théorie de l'atterrissage sur plan incliné.
  - Le Français A. Rebillon, sur Minicab GY-20 (sous-classe C1a), au poids de 499,5 kg, établit divers records[4].
- 15 mai : le C-202 Halcón, développé et construit par CASA, réalise son premier vol.
- 16 mai : deux missiles Terrier sont tirés séparément contre des drones cibles F6F-5K qui détruisent chacun leur cible.
- 22 mai : deux singes et deux souris, passagers d’une fusée Aerobee, reviennent au sol sans dommage apparent, après une ascension à une altitude de 61 km.
- 26 mai - 29 mai : le concept du pont oblique sur porte-avions est démontré lors d'essais menés à bord de l'USS Midway par des pilotes du Naval Air Test Center et des pilotes de l’Atlantic Fleet, utilisant à la fois des appareils à réaction et à moteur à hélice.
- 27 mai : premier vol du Fairchild C-119H.
- 29 mai : toute une formation de F-84E Thunderjet de l'USAF est ravitaillée en vol par des KB-29 après avoir assuré une mission de bombardement sur la Corée à partir du Japon.
- 30 mai :
  - L’Anglais T.W. Hayhow, sur Auster Aiglet Trainer (sous-classe C1b), établit des records entre Londres et Copenhague
  - Premier vol du Fouga CM 8R 83 Midget.

### Juin
- 6 juin : le Soviétique V.I. Efimenko, sur planeur A.9, établit un record de distance à but fixé de 636,877 km.
- 7 juin : l’Anglais T.W. Hayhow, sur Auster Aiglet Trainer (sous-classe C1b), établit les records de parcours entre Londres et Berne.
- 8 juin :
  - Les Polonaises W. Szemplinska et A. Kucharska, sur planeur Zurav SP-1276, établissent un record féminin de distance avec but fixé et retour au point de départ de 164,6 km.
  - Le Belge Paul Burniat, sur Beechcraft Bonanza, établit un record de vitesse sur circuit fermé de 2 000 km de 255,776 km/h (poids de l’appareil : 1 173 kg).
- 12 juin : l’Américain H.E. Mistele, sur hydravion Cessna 170 (sous-classe C2b), poids 1 116,97 kg, établit un record de distance en ligne droite de 1 523,62 km.
- 15 juin : l’Américain Max Conrad, sur Piper Pacer, traverse l’Atlantique Nord.
- 17 juin : le plus grand ballon dirigeable non rigide jamais construit, le ZPN-1 (N-class blimp (en)), entre en service aux États-Unis (longueur 324 pieds, soit 98,75 m, hauteur de 35 pieds, soit un peu moins de 10,7 m).
- 18 juin : l’Américain Ch. L. Davis, sur hydravion Piper PA-18 Super Cub, poids 587,4 kg (sous-classe C2a), établit un record d’altitude de 7 467 m.
- 21 juin : premier vol du Fouga Gémeaux V.
- 23 juin - 24 juin : des éléments combinés de l’Air Force, de la Navy et du Marine Corps détruisent pratiquement le potentiel électrique de la Corée du Nord avec des attaques sur des objectifs militaires primordiaux qui avaient été évités en presque deux ans de conflit.
- 27 juin : premier vol plané du Bell X-2 no 2, piloté par l’Américain J. Ziegler.
- 29 juin : accident du prototype du Gloster Javelin à Boscombe Down, son pilote le Sqn Ldr W A Waterton s'en sort avec de légères brûlures.

### Juillet
- 2 juillet : premier vol du Corsair XF4U-7, une version spécifiquement développée pour la France. Il fut suivi de 94 F4U-7 de série (79 en 1952 et 15 en 1953). Le dernier sortit le 31 janvier 1953 et ce sera aussi le dernier Corsair jamais construit, portant le nombre d'appareils produits au total de 12 571, toutes versions confondues.
- 4 juillet - 17 juillet : commandés par l’Américain Davis C. Schilling, 58 chasseurs Republic F-84E Thunderjet volent de Turner, aux États-Unis, à Yokota, soit plus de 17 000 km, avec 7 escales et ravitaillement en vol au-dessus des grands parcours (Pacifique).
- 10 juillet : l’Anglais D.W. Morgan, sur Supermarine Swift, établit un record de vitesse sur le parcours Londres-Bruxelles de 1 071,648 km/h en 18 min 3,3 s.
- 11 juillet :
  - Norton Griffiths Trophy : l’Anglais W.P. Bowles, sur Miles Messenger 2A, à 212 km/h.
  - Premier vol du Farman 500 Monitor I.
  - Les Américaines Betsy Woodward et A. Saudek, sur planeur Pratt-Read N63189, établissent un record féminin de distance avec but fixé de 274,1 km.
- 11 - 12 juillet : au cours de l’une des tentatives majeures d’assaut coordonnée de la guerre, des éléments aériens de la Navy, du Marine Corps, de l’Air Force ainsi que des éléments australiens et britanniques lancent des attaques sans discontinuer contre les dépôts de chemin de fer et des infrastructures industrielles à Pyongyang.
- 13 - 31 juillet : première traversée de l'Atlantique d'ouest en est par des hélicoptères Sikorsky S-55 avec escale. Équipages américains : Mc Govern, H. Jeffers et H.W. Moore, G.O. Hambrick. Les appareils sont baptisés Hop-a-Long et Whirl-o-Way.
- 18 juillet : premier vol du Dassault MD 453 « Mystère de Nuit ».
- 19 juillet : premier vol du Dassault MD 326.
- 23 juillet : le Fouga CM170 Magister effectue son premier vol à Mont-de-Marsan.
- 25 juillet : le Leduc 010 no 1 doit atterrir sur le ventre ; le pilote français Y. Littolf est blessé. L’appareil avait touché le Languedoc (avion mère) au moment du largage.
- 26 juillet : une fusée Aerobee élève à 60 000 m deux singes et deux souris. Les animaux sont récupérés.
- 29 juillet : premier vol transpacifique sans escale au moyen d’un appareil à réaction : un North American RB-45. Équipage : L.H. Carrington, F.W. Skook et W.D. Yancy. Le Trophée Mackay récompense cet exploit.
- 30 juillet : les Soviétiques Anna Samossadova, pilote et A.V. Neventchannaya, passagère, sur planeur A-10 no 1, établissent un record féminin de vitesse sur un parcours triangulaire de 100 km de 64,285 km/h.
- 31 juillet : un PBM-5S2 de la flottille VP-731 de l'US Navy basé à Iwakuni, Japon, en mission de patrouille maritime, est attaqué par deux MiG-15 chinois au-dessus de la mer Jaune. Deux membres d'équipage sont tués et deux autres sérieusement blessés. Le PBM-5S2, bien que sérieusement endommagé, parvient à se poser à Paengyong-do, en Corée.

### Août
- 2 août :
  - la Soviétique A. Samossadova, sur planeur A-9 no 10, établit un record de vitesse sur parcours triangulaire de 100 km de 53,665 km/h.
  - Le Daily Express Trophy britannique est remporté par R.H. McIntosh, sur Percival Proctor.
- 6 août : premier vol du Boulton Paul P.120 (en) à ailes delta, appareil de recherches britannique aux grandes vitesses.
- 9 août :
  - L’Anglais T.W. Hayhow, sur Auster Aiglet Trainer (sous-classe C1b), établit les records de parcours entre Londres et Stockholm.
  - L’Américain R.C. Faris, sur Piper Super-Cub (sous-classe C1a), poids de 476,73 kg, établit un record de distance en ligne droite de 2 191,102 km (en 11 h 59 min 30 s).
  - Le Belge R.E.A. Goemans, sur Piper Pacer (sous-classe C1b), poids de 853,5 kg, établit un record de distance sur circuit fermé sans escale de 2 500 km.
  - Le capitaine Carmichael, du Squadron 802 de la Fleet Air Arm embarqué sur le HMS Ocean, abat un MiG-15 nord-coréen à bord d'un Hawker Sea Fury Mk.11 à moteur à piston. Il s'agit de la première victoire aérienne du conflit coréen contre un appareil à réaction[réf. nécessaire].
- 13 août : les Allemands E.G. Haase et R. Picchio, sur planeur Condor IV, établissent un record de vitesse sur parcours triangulaire de 100 km de 80,338 km/h.
- 16 août : premier vol du prototype de l'appareil de transport à 4 turbopropulseurs Bristol Britannia.
- 17 août : l’Anglais T.W. Hayhow, sur Auster Aiglet Trainer (sous-classe C1b), établit les records de parcours entre Londres et Madrid à 184,954 km/h (6 h 49 min 1,9 s).
- 20 août : le Boulton-Paul p. 120 piloté par l’Anglais A.E. Ben Gunn, effectue un vol d’essai (le premier vol a eu lieu le 6 août 1952). L’appareil est rebelle aux efforts de son pilote, lequel pendant quelque 20 minutes tente de sauver son avion tout en donnant, par radio, ses impressions. Il saute à temps, l’appareil s’écrase.
- 22 août :
  - Premier vol de l'hydravion géant Saunders-Roe SR.45 Princess à dix turbopropulseurs (de 3 780 chevaux de puissance chacun), immatriculé G-ALUN. Un vol assuré au-dessus de l’île de Wight par la pilote Geoffrey Tyson[5].
  - L’Américain W.H. Coverdale Jr., sur planeur Schweizer I-23, établit un record de distance avec but fixé et retour au point de départ de 418,98 km.
- 24 août au 29 aout : début de l'opération Hajji Baba, pont aérien effectué par 13 C-54 Skymaster  de l’United States Air Force pour transporter 3 763 pèlerins musulmans pour le Hajj de Beyrouth à Djeddah[6].
- 25 août :
  - L’Américain H.E. Mistele, sur hydravion Cessna 170, au poids de 901 kg (sous-classe C2b), établit un record de vitesse sur 100 km de 175,55 km/h et un record de vitesse sur 500 km de 164,594 km/h.
- 26 août : Roland P. Beamont, P. Hillwood et D.A. Waatson, équipage d'un English Electric Canberra Mk.5, volent de Aldergrove (Belfast) à Gander et retour (4 144 miles, soit 6 669 km) en 10 h 3 min 29,28 s, à la vitesse moyenne de 663,038 km/h (record du parcours homologué). Pour la première fois, le Britannia Trophy est attribué à 3 personnes à la fois. Le record établi sur le parcours Gander-Belfast : 974,503 km/h (3 h 25 min 18,13 s)
- 28 août :
  - Lors de la première des 6 attaques contre des cibles nord-coréennes, la Guided Missile Unit 90, basée à bord du porte-avions Boxer, lance un drone F6F-5K chargé d’explosifs sous le contrôle de deux AD Skyraider contre un pont de chemin de fer à Hungnam.
  - L’Américain R.H. Johnson, sur planeur Ross-Johnson 5 Saiplane, établit un record de vitesse sur parcours triangulaire de 100 km de 84,919 km/h.
  - Premier lancement d’un ballon Rockoon par une fusée (sous la direction de J.A. Van Allen). Il a lieu depuis le brise-glace Eastwind au Groenland.
- 29 août :
  - La nouvelle tactique des Nations unies en Corée sur les attaques aériennes de masse est de nouveau démontrée lors d’un raid prolongé record sur Pyongyang. La totalité de la force aérienne embarquée de la Task Force 77 fait équipe avec les 5th AF, MAW-1, avec la Republic of Korea Air Force et des éléments aériens britanniques pour semer la destruction sur des concentrations de ravitaillement dans et autour de la ville.
  - L’Américain Charles L. Davis, sur hydravion léger Piper Super-Cub (sous-classe C2a), au poids de 599,2 kg, établit un record de vitesse sur 100 km de 175,100 km/h et un record de vitesse sur 500 km de 169,567 km/h.
- 30 août : premier vol du prototype de bombardier stratégique britannique Avro Vulcan B.1.

### Septembre
- 3 septembre : la Naval Ordnance Test Station, Inyokern, en Californie, tire son premier missile air-air AIM-9 Sidewinder pleinement équipé, initiant ainsi une période intensive d’essais dans le cadre de son développement.
- 6 septembre : accident du DH.110 WG236 à Farnborough. L'appareil se désintègre en vol, un des réacteurs et de nombreux débris tombent sur la foule. 28 personnes sont tuées au sol, une soixantaine d'autres blessées ainsi que le pilote le Sqn Ldr John Derry et son passager et observateur M. Anthony Richards.
- 10 septembre :
  - Le Soviétique A.K. Soutanova effectue un saut individuel en parachute, classe Ib, d’une altitude de largage de 8 356 m et une distance en chute libre de 7 246 m.
  - Les Soviétiques Y.A. Arkhanguelsky, V.I. Perchin, B.T. Oussaty et I.V. Kozlov, réalisent un saut de groupe à 4, classe IIb, d’une altitude de largage de 8 516 m et un record de distance en chute libre de 7 476 m.
  - Les Soviétiques V.M. Vologjanina, A.A. Kasparova, L.P. Pankevitch, N.A. Trouchkina et E.G. Tchernijcheva, effectuent un saut de groupe à 5 d’une altitude de largage de 7 606 m et établissent un record de distance en chute libre de 6 500 m ainsi qu’un record féminin pour les mêmes performances.
- 11 septembre : saut de groupe à 4, catégorie féminin classe IIb, par les Soviétiques A.A. Michoustina, G. Piassetskaya, A.G. Soultanova et N.M. Cheinova, d’une altitude de largage de 8 316 m pour une distance en chute libre de 7 051 m.
- 12 septembre :
  - Le Soviétique P.A. Stortchienko effectue un saut individuel de nuit, classe G.1b, d’une altitude de largage de 10 836 m et une chute libre de 9 726 m.
  - La Soviétique V.M. Seliverstova effectue un saut individuel féminin de nuit d’une altitude de largage de 9 416 m pour une distance en chute libre de 8 326 m.
  - Les Soviétiques L.A. Maslennilov, V.P. Marutkine, I.A. Feldtchichine et N.S. Tcherbinine, réalisent un saut en groupe (4), classe II.b, d’une altitude de largage de 9 416 m pour une distance en chute libre de 8 268,5 m.
- 15 septembre : la flottille VX-4 de l’U.S. Navy est créée comme une unité de la Naval Air Force, Pacific Fleet, au Naval Air Missile Test Center (NAMTC) basé au Naval Air Station Point Mugu pour conduire des essais d’évaluation opérationnelle de missiles lancés depuis des aéronefs. La première tâche assignée au squadron consiste à conduire des tests du missile air-air Sparrow I.
- 17 septembre : l’Américain E. Smith, sur hélicoptère Bell 47D-1, établit un record de distance de 1 958,796 km en 12 h 57 min.
- 20 septembre : un PB4Y-2S de la flottille VP-28 de l'U.S. Navy est attaqué par deux MiG-15 chinois au large de la Chine. Il parvient à retourner sain et sauf à Naha, Okinawa.
- 28 septembre :
  - Les britanniques H.P. Conolly, H. Pughe et D. Clare, sur English Electric Canberra, établissent un record du parcours Londres-Nairobi en 9 h 55 min 16,7 s (687,611 km/h).
  - Premier vol de l'avion de combat français des usines Dassault, le Mystère IV.
- 30 septembre :
  - Annonce de la remise du prix « Churchill Gold Medal of the Society of Engineers » à l'Air Cdre Sir Frank Whittle.
  - Premier tir du premier missile air-sol à capacité nucléaire, le Bell XGAM-63Rascal .

### Octobre
- 3 octobre : premier essai nucléaire britannique, sur les îles Montebello près de l'Australie.
- 11 octobre : l’Anglais T.W. Hayhow, sur Auster Aiglet Trainer, établit un record sur le parcours Copenhague-Londres à 219,420 km/h (4 h 21 min 45 s).
- 14 octobre :
  - 75 Republic F-84 Thunderjet, commandés par l’Américain J.M. Blakeslee, effectuent le plus long vol jamais réalisé au-dessus d’un océan, de Midway au Japon sans escale, soit 2 575 miles (4 144 km), mais avec ravitaillement en vol.
  - Hermann Geiger atterrit pour la première fois sur le glacier du Blüemlisalp à l’aide d’un nouvel avion spécialement équipé de skis métalliques, un Piper Super Cub.
- 16 octobre : premier vol du SO-4050 Vautour.
- 18 octobre : l’Américain Ch. L. Davis, sur hydravion Piper Super-Cub, sous-classe C2b, au poids de 606,9 kg, atteint une altitude de 8 006 m.
- 20 octobre : premier vol du Douglas X-3, piloté par l’Américain W. Bridgeman.
- 23 octobre : premier vol de l’hélicoptère-grue Hughes XH-17 (en).
- 26 octobre : premier incident au décollage d'un De Havilland Comet à Rome.
- 28 octobre : premier vol de l'avion d'attaque au sol embarqué américain Douglas A3D Skywarrior.
- 30 octobre : le pilote du CEV Armand Jacquet est intrigué par un avion volant dans son secteur. Il s'en rapproche puis effectue des passages autour du Savoia-Marchetti qu'il n'avait jamais vu auparavant. En le quittant, il bat des ailes en signe d'amitié, ce que les pilotes italiens prennent pour un ordre de se poser immédiatement. Cet incident est à deux doigts de provoquer un incident diplomatique.
- 31 octobre : premier vol de l'avion de chasse embarqué De Havilland Sea Venom.

### Novembre
- 1er novembre : établissement de la première unité d'alerte avancée (Airborne Early Warning unit), le Vanguard Flight, formé pour des essais avec 3 appareils de type Neptune.
- 2 novembre : un F3D Skyknight abat un chasseur Yak-15, le premier.
- 3 novembre :
  - Un Regulus Assault Missile (RAM) est lancé du bâtiment Norton Sound de l’US Navy au large du Naval Air Missile Test Center (NAMTC) avant d’atterrir sur l'île San Nicolas dans le cadre de la première démonstration de lancement depuis un navire d’un système de missile RAM.
  - Premier vol du chasseur suédois d'attaque au sol Saab 32 Lansen, piloté par le pilote suédois Bengt Olow.
  - Un Douglas F3D Skyknight piloté par le commandant Stratton avec le radariste le sergent Hoglind, est le premier avion à réaction à abattre un autre avion à réaction[réf. nécessaire], en l'occurrence un MiG-15 nord-coréen, au cours d'un combat de nuit.
- 5 novembre : premier vol du Cessna XL-19B, premier appareil léger à turbines (hélices).
- 9 novembre : en Indochine, l'opération « Lorraine » met en œuvre 50 Dakota qui larguent 2 500 hommes en 3 rotations.
- 11 novembre : premier vol de l’hélicoptère Matra-Cantinieau, un biplace reprenant la même formule du tripale à rotor articulé et en balancier en même temps avec une commande en araignée dans le moyeu, un moteur Hirth de 105 ch et les 2 sièges directement sous le moyeu rotor.
- 12 novembre : 
  - la configuration finale du dirigeable américain non-rigide ZP3K (rebaptisé par la suite ZSG-3) est testée en vol et acceptée à NAS Lakehurst.
  - Premier vol du bombardier lourd soviétique Tupolev Tu-95.
- 17 novembre : premier vol du Max-Holste MH-1521 Broussard, piloté par le Français Henry.
- 18 novembre : la possibilité d’utiliser un hélicoptère comme chasseur de mines aérien est démontrée lors d’une première série d’essais conduits par des pilotes de la flottille VX-1 de l’US Navy pilotant un hélicoptère HRP-1 au large de Panama, en Floride.
- 19 novembre : 
  - le Douglas DC-6B Arild Viking de SAS, commandé par Jensen, effectue le premier survol de l’Antarctique par un avion commercial. C’était le vol de livraison de cet appareil (28 h 6 min).
  - L’Américain J.S. Nash, sur North Americain F-86D, établit un record de vitesse sur base de 1 124,137 km/h.
- 23 novembre : un P4Y-2S de la flottille VP-28 de l'U.S. Navy est attaquée, sans dommage, par un MiG-15 au large de Shanghai, en Chine.
- 24 novembre : première liaison commerciale entre le Japon et l'Europe effectuée par le Lockheed Constellation F.BAZU d'Air France.
- 26 novembre : premier lancement d’une fusée Northrop B-62 Snark.
- 29 novembre : premier vol du Dassault Mystère IVA.
- 30 novembre : premier vol du Hawker Hunter 2 WB202, piloté par l’Anglais Neville Duke.

### Décembre
- 2 décembre : premier vol de l'appareil de recherche Shorts SB-5. Cet appareil sera utilisé par la suite pour le développement de l'English Electric P 1 et du Lightning.
- 4 décembre : premier vol du l'avion de lutte anti-sous-marine américain Grumman S-2 Tracker.
- 5 décembre : le deuxième Douglas DC-6B de la compagnie SAS effectue la liaison Los Angeles-Copenhague, via Edmonton et Thulé : 30 h de voyage dont 22 h de vol, via le Pôle (vol de livraison de ce DC-4 Hïalmar Viking piloté par Aschim).
- 12 décembre : le commandant Roger Carpentier est le premier pilote Français à passer officiellement le mur du son, au Centre d'essais en vol de Brétigny-sur-Orge[7],[8].
- 16 décembre : le Princeton, opérant dans le Sea Test Range du Naval Air Missile Test Center (NAMTC), catapulte deux appareils de contrôle F2H-2P avant de lancer un missile d’assaut Regulus. Les pilotes des avions de contrôle guident alors le missile vers sa cible à San Nicolas Island, où ils transfèrent le contrôle à d’autres pilotes qui font « atterrir » le missile avec succès.
- 21 décembre :
  - L’Italien I. Guagnellini, sur Ambrosini GF-4, établit un record de vitesse (sous-classe C1a) sur 100 km en circuit fermé de 249,861 km/h (poids de l’appareil : 498,8 kg).
  - La Française Jacqueline Auriol, sur Mistral type 53, établit un record de vitesse sur 100 km de 855,920 km/h.
- 22 décembre : le pilote Sepp Bauer effectue sa première mission de sauvetage par hélicoptère à Davos à bord d’un Hiller 360.
- 24 décembre : premier vol du bombardier stratégique britannique Handley Page Victor.
- 31 décembre :
  - Le Collier Trophy est attribué à L.S. Hobbs.
  - Le de Havilland Trophy est remporté par l’Anglais D.W. Morgan.
  - Le R.A.C. Jubilee Trophy est remporté par l’Anglais W.P.I. Fillingham.